# San Lorenzo in Banale
San Lorenzo in Banale was een gemeente in de Italiaanse provincie Trente (regio Trentino-Zuid-Tirol). De gemeente telde 1.154 inwoners op 31 december 2014. In 2015 fuseerde het met buurgemeente Dorsino tot een nieuwe gemeente: San Lorenzo Dorsino.

## Demografie
San Lorenzo in Banale telde  ongeveer 460 huishoudens. Het aantal inwoners steeg in de periode 1991-2001 met 4,6% volgens cijfers uit de tienjaarlijkse volkstellingen van ISTAT.
| Jaar | Inwoneraantal |
| ---- | ------------- |
| 1991 | 1068          |
| 2001 | 1117          |

## Geografie
San Lorenzo in Banale grenste aan de volgende gemeenten: Ragoli, Molveno, Andalo, Vezzano, Stenico, Dorsino, Calavino, Lomaso, Bleggio Inferiore.